# Łuskowiec chiński
Łuskowiec chiński, 
łuskowiec pięciopalczasty, pangolin chiński, pangolin pięciopalczasty (Manis pentadactyla) – gatunek ssaka z rodziny łuskowcowatych (Manidae), występujący w południowo-wschodniej Azji.

## Morfologia
Całkowita długość ciała łuskowca chińskiego wynosi od 55 do 80 cm, zaś masa waha się od 2,3 do 7 kg. Samce osiągają zazwyczaj większe rozmiary niż samice. Wydłużone, obłe ciało jest niemal całkowicie pokryte keratynowymi, nachodzącymi na siebie łuskami o średnicy od 2 do 5 cm. Nieosłonięta nimi jest brzuszna strona tułowia oraz, częściowo, kończyny i niewielka głowa. Cechą charakterystyczną tego zwierzęcia, odróżniającą go od innych przedstawicieli rodziny łuskowcowatych, są dobrze widoczne małżowiny uszne. Wąski, bezzębny pysk oraz długi, dochodzący nawet do 40 centymetrów, język są przystosowane do chwytania mrówek i termitów. Przednie kończyny, wyposażone w długie i zakrzywione pazury, umożliwiają sprawne rozkopywanie mrowisk. Długi ogon jest silnie umięśniony.

## Występowanie
Łuskowce chińskie zamieszkują głównie tereny leśne, w tym lasy tropikalne i bambusowe południowo-wschodniej Azji. Są spotykane na terytoriach Nepalu, Wietnamu, południowych Chin, północno-wschodnich Indii oraz wysp Hajnan i Tajwan. Zasięg występowania tego gatunku nieustannie zmniejsza się w wyniku kłusownictwa.

## Zachowanie
Przedstawiciele tego gatunku wiodą samotniczy, nocny tryb życia: spędzają dni ukryte w norach, zaś wieczorem udają się na żer. Ich pokarm stanowią głównie mrówki i termity. Na ziemi poruszają się powolnie, opierając się na przednich łapach, choć są zdolne do szybkiego biegu na tylnych kończynach. Potrafią pływać oraz sprawnie wspinają się na drzewa, wspomagając się ogonem.
Ruja odbywa się późnym latem i wczesną jesienią. Młode rodzą się zimą, którą spędzają wraz z matką w norze. Wiosną samica opuszcza legowisko wraz z potomstwem, które przemieszcza się, przyczepione do jej ogona.

## Zagrożenia i ochrona
Międzynarodowa Unia Ochrony Przyrody nadała łuskowcowi chińskiemu kategorię gatunku krytycznie zagrożonego. Jest on również objęty konwencją waszyngtońską.
Poważne zagrożenie dla stale malejącej populacji tego gatunku stanowią kłusownictwo oraz nielegalny handel. Mięso tych zwierząt jest cenionym daniem w Chinach oraz Wietnamie, a tradycyjna medycyna chińska przypisuje sproszkowanym łuskom właściwości lecznicze, w tym poprawę krążenia krwi i stymulowanie laktacji u kobiet.